# Plutonia atlantica
Plutonia atlantica es una especie de molusco gasterópodo de la familia Vitrinidae en el ordenStylommatophora.

## Distribución geográfica
Es endémica de São Miguel, Terceira, São Jorge, Pico y Faial, en las Azores.